# زنبور سدرخوار
زنبور سدرخوار (نام علمی: Syntexix libocedrii) نام یک گونه از بالاخانواده چوب‌خوارزنبورواران است.